# Луксурия, Владимир

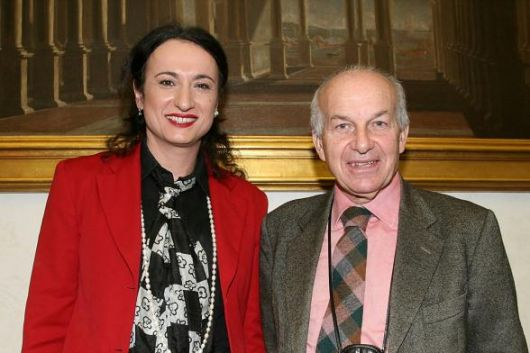
Владимир Луксурия и лидер Партии коммунистического возрождения Фаусто Бертинотти.

Влади́мир Луксу́рия (итал. Vladimir Luxuria, имя при рождении — Владимиро Гуада́ньо (итал. Wladimiro Guadagno), род. 24 июня 1965 года, Фоджа, Италия) — итальянская актриса, член Партии коммунистического возрождения, ЛГБТ-активистка. Первый открытый трансгендерный депутат в парламенте европейской страны и второй в мире после Джорджины Бейер (Новая Зеландия).
Была первым открытым трансгендерным членом парламента в Европе и вторым в мире открытым трансгендерным депутатом после новозеландки Джорджины Байер.
На всеобщих выборах 2006 года Луксурия была избрана в Палату депутатов округом Лацио в Риме. Она потеряла свое место на выборах 2008 года. После выхода на пенсию Байер и Люксурии в мире не было сообщений о трансгендерных членах парламента до 2011 года, когда Анна Гродская была избрана в Сейм Республики Польша.

## Биография

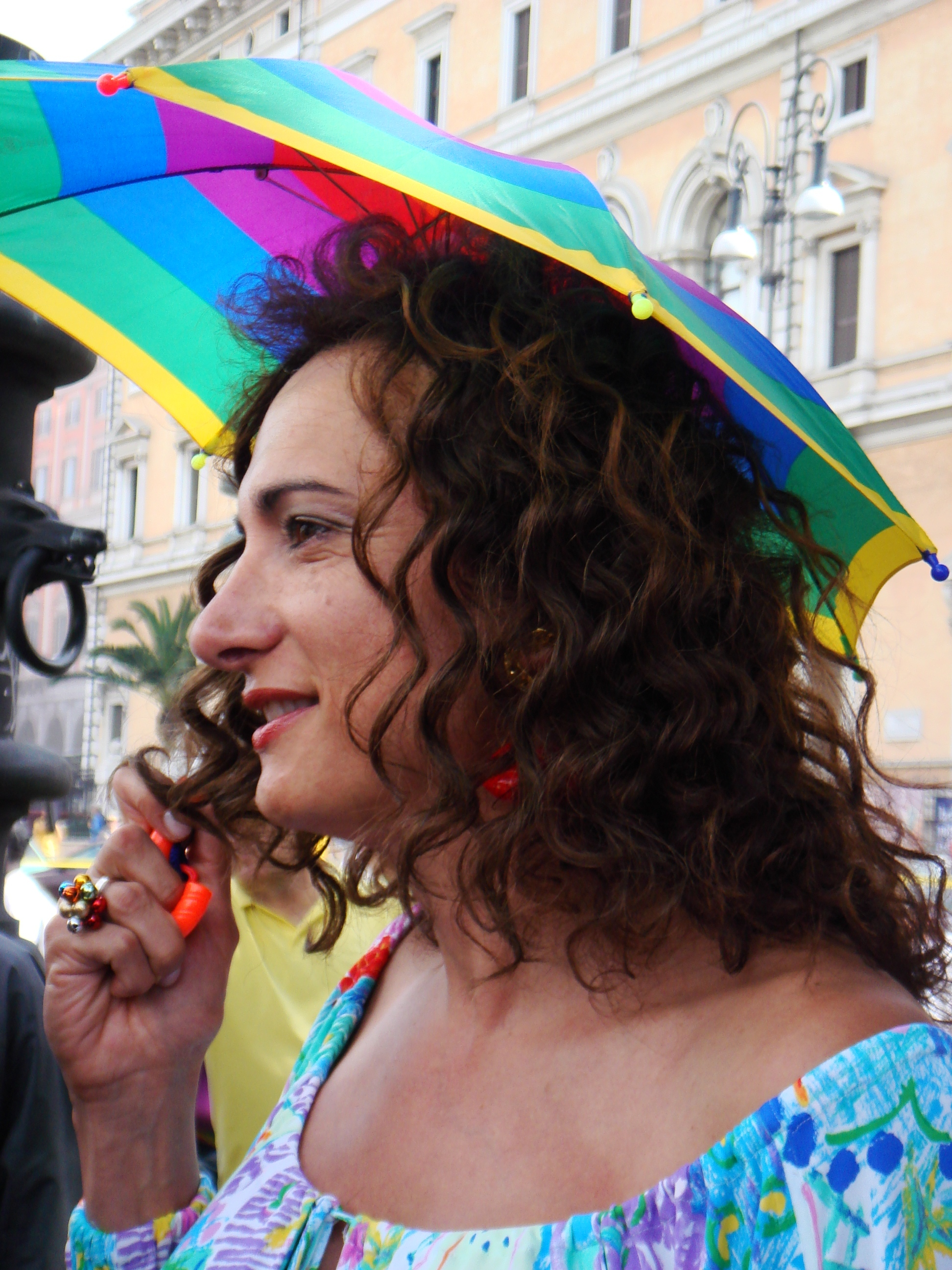
Луксурия на римском гей-прайде в 2008 году.

Родилась 24 июня 1965 года, Фоджа, Италия. В 1985 году Луксурия переехала в Рим для обучения языкам и литературе. Она также начала играть на сцене, особенно в формате кабаре, и благодаря этому гендерная неоднозначность стала её отличительной чертой. Её вымышленная фамилия, Луксурия, означает «вожделение» на латыни. Там же она начала карьеру актрисы и добилась успеха: в 1991 году дебют в фильме «Cena alle nove» режиссёра Паоло Бреччиа (Paolo Breccia), затем она снялась ещё в 8 фильмах. Одновременно начала организовывать вечеринки и гей-прайды, став директором партии Muccassassina самофинансируемой ассоциации «Circle of homosexual culture Mario Mieli».
Как ЛГБТ-активистка Луксурия стала в 1993 году одной из руководителей движения «Circolo di cultura omosessuale Mario Mieli». Она была одним из организаторов первого парада гордости в Италии 2 июля 1994 года, в котором приняли участие около 10 тысяч человек. В последующие годы Луксурия стала более активно участвовать в политических и социальных событиях Италии. С 2001 по 2003 год она гастролировала по итальянским театрам с мюзиклом «Эмоции» с Сабриной Салерно и Амброй Анджолини в главных ролях.
Её карьера исполнительницы не ограничивалась сценическими представлениями, и в 2005 году она вела телешоу о ностальгии по музыке и культуре 1980-х на AllMusic. Она также стала известна благодаря участию в благотворительных организациях, прежде чем перешла в политику. Она сотрудничала с известными итальянскими газетами «L’Unita» и «Liberazione», а также различными радиостанциями и телеканалами, занималась благотворительной деятельностью, в частности заботой о больных лейкемией детях. Луксурия пожертвовала 100 000 евро Детскому фонду ООН из своего выигрыша в реалити-шоу.
10 апреля 2006 года Луксурия избрана в парламент Италии от столичного региона Лацио, будучи второй в местном списке Партии коммунистического возрождения после партийного лидера Фаусто Бертинотти. Во время избирательной кампании подвергалась активным нападкам со стороны крайне правых и консервативных политиков. Среди предвыборных обещаний Луксурии было законодательное признание однополых гражданских союзов, предоставление политического убежища беженцам-ЛГБТ из стран, в которых гомосексуальность преследуется законом, она также занималась вопросами культуры и экологии. Занимала депутатское кресло до 14 апреля 2008 года, когда избирательный список «Левые — Радуга», в который входила ПКВ (и Луксурия в частности) не прошёл в парламент на очередных выборах.
В 2006 и 2007 году она приняла участие в событиях вокруг московского гей-парада.
Луксурия использует английское слово «трансгендер» и предпочитает женский род местоимений, должностей и прилагательных. Иногда она заявляла, что не считает себя ни мужчиной, ни женщиной. Присоединившись к парламенту, она приняла решение перестать носить дрэг-одежду — экстравагантную смесь из блёсток, перьевых боа и пышных париков — заявив, что законодательный орган «не является дискотекой» и что «бесполезно провоцировать [людей] таким глупым образом».
В 2014 году была задержана при попытке демонстрации радужной символики во время Олимпиады в Сочи.
В 2017 году в интервью с Мауро Леонарди для итальянского еженедельника «Novella 2000» впервые рассказала о своём обращении в католицизм. Интервью вызвало ажиотаж в СМИ, и во время трансляции на Rai1 она повторила содержание своих заявлений.

## Фильмография
- Cena alle nove (1991)
- Come mi vuoi (1996)
- Tutti giù per terra (1996)
- Sono positivo (1998)
- La vespa e la regina (1999)
- Guardami (1999)
- Ponte Milvio (1999)
- Ogni lasciato è perso (2000)
- Mater Natura (2005)